# Akonadi
Akonadi es un entorno de trabajo de gestión de información personal, desarrollado por el proyecto KDE. Akonadi funciona como un almacén extensible de información para todas las aplicaciones de gestión de información personal. Además Akonadi incluye otros componentes como mecanismos de búsqueda,y una biblioteca para acceso y notificación de cambios en los datos.
Akonadi se comunica con servidores para enviar y recibir datos, en vez de las aplicaciones a través de una API especializada. La información puede ser recibida de Akonadi mediante un modelo diseñado para recoger información específica (correo, calendario, contactos, etc). La aplicación en sí estará formada de visores y editores que mostrarán información al usuario y le ayudaran a introducirla. Akonadi también soporta metadatos creados por las aplicaciones.
Como Akonadi se encarga de recibir y almacenar datos, lo cual es la parte tradicionalmente difícil del desarrollo de aplicaciones de este ámbito, éste se vuelve mucho más fácil.